# 金江煥
金 江煥（キム・ガンファン、朝鮮語: 김강환、1931年 - ）は、朝鮮民主主義人民共和国の軍人、政治家。朝鮮人民軍総政治局副局長、朝鮮人民軍総参謀部副総参謀長、朝鮮労働党中央軍事委員会委員などを歴任した。朝鮮人民軍における軍事称号（階級）は上将。

## 経歴
1931年に日本統治下の平安南道平壌府で生まれた。万景台革命学院を卒業し、ソ連に留学した。1965年に民族保衛省作戦局副部長に任命された。
1968年に朝鮮人民軍少将に昇進し、朝鮮人民軍総政治局副局長に転じた。1980年10月14日に開かれた朝鮮労働党第6回大会4日目に朝鮮労働党中央委員会委員に選出され、同日開催された朝鮮労働党中央委員会第6期第1回総会で朝鮮労働党中央軍事委員会委員に選出された。1981年4月には中将に昇進し、1982年4月に最高人民会議第7期代議員に選出された。同年4月に朝鮮人民軍総参謀部副総参謀長に転じ、金日成勲章を受章。1984年に党中央委員会軍事部長に任命された。1991年12月に上将に昇進したが、以降の消息は不明である。